# Grup 4 de la taula periòdica
| Grup    | 4      |
| Període |        |
| 4       | 22 Ti  |
| 5       | 40 Zr  |
| 6       | 72 Hf  |
| 7       | 104 Rf |

El grup 4 és un grup d'elements de la taula periòdica.
Conté el titani (Ti), el zirconi (Zr), l'hafni (Hf) i el rutherfordi (Rf). Aquest grup es troba al bloc d de la taula periòdica. El grup no té un nom trivial com en altres casos. Pertany al grup major dels metalls de transició.
Els tres elements del grup 4 que es troben a la naturalesa són el titani (Ti), el zirconi (Zr) i l'hafni (Hf). Els tres primers membres del grup tenen característiques semblants: tots són metalls refractaris en condicions normals. Tanmateix, el quart element, el rutherfordi (Rf), s'ha sintetitzat en laboratoris; no s'ha trobat cap dels seus isòtops en la natura. Tots els isòtops del rutherfordi són radioactius. Fins ara, no s'ha fet cap experiment en un accelerador de partícules per a sintetitzar el següent element del grup, l'unpenthexi (Uph), i és molt improbable que se sintetitzi en un futur pròxim.

## Història

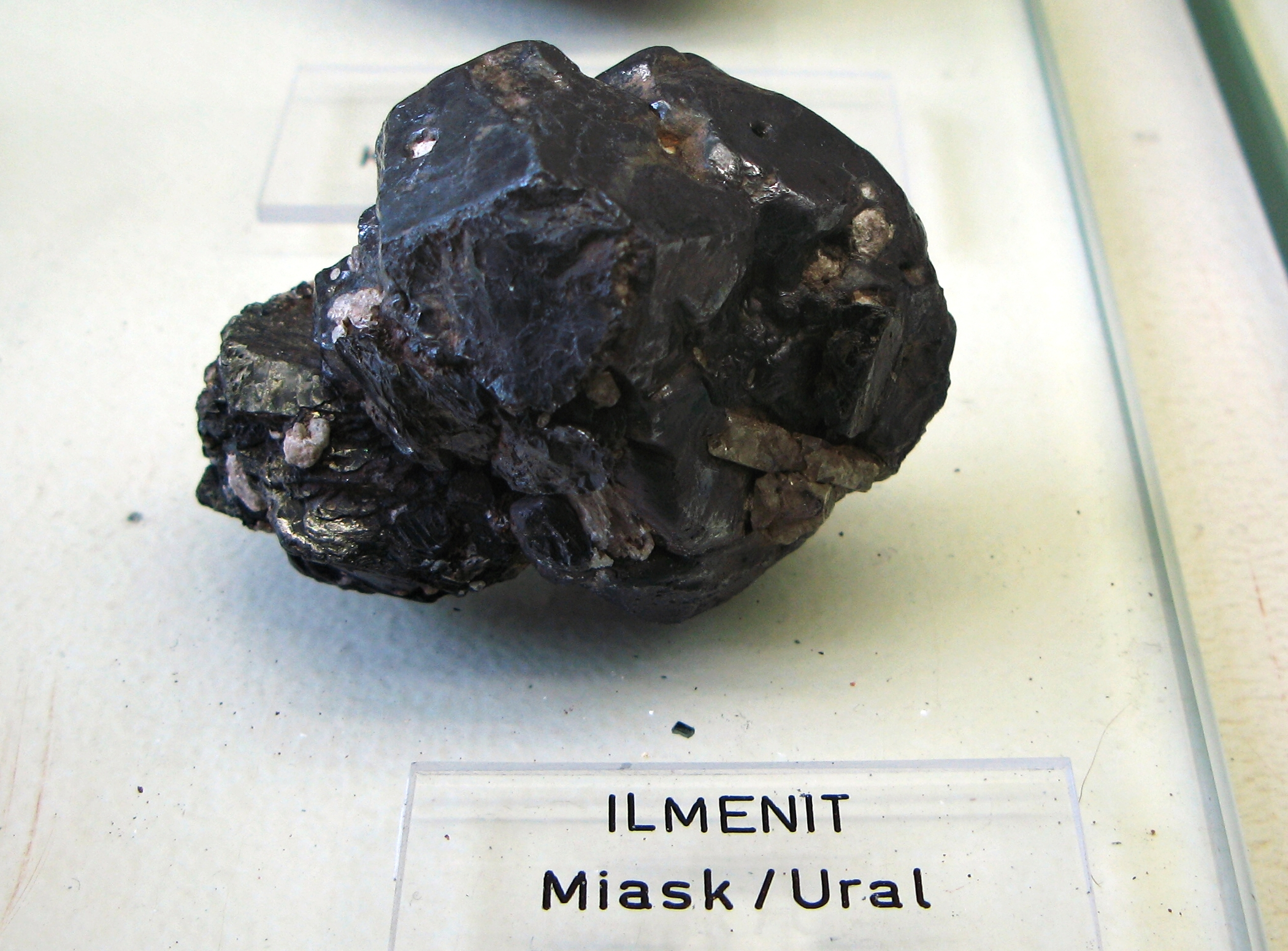
Cristall d'ilmenita

### Titani
William Gregor, Franz Joseph Muller i Martin Heinrich Klaproth van descobrir independentment el titani entre els anys 1791 i el 1795. Gregor reconegué la presència d'una nova substància en ilmenita, però no la identificà. Muller va produir una substància semblant, però tampoc la va poder identificar. Klaproth, un químic prus, va redescobrir l'òxid en rútil en un poble d'Hongria (actual Eslovàquia). Klaproth el va anomenar en honor dels titans de la mitologia grega.

### Zirconi
Klaproth també va descobrir el mineral zircó el 1789 i el va anomenar pel ja conegut Zirkonerde (diòxid de zirconi). Després de diversos intents, Berzelius va obtenir per primera vegada - de forma impura - el zirconi metall l'any 1824, després d'escalfar una mescla de potassi i fluorur de potassi i zirconi en un tub de ferro. El metall pur, però, no es va obtenir fins al 1914.

### Hafni
Dmitri Mendeléiev havia predit l'hafni el 1860 i el 1914 Henry Moseley va mesurar la càrrega nuclear efectiva amb una espectroscòpia de raigs X, obtenint com a resultat 72 i posant-lo entre el luteci i el tàntal. Dirk Coster i Georg von Hevesy foren els primers a investigar el nou element en menes de zirconi. Els dos van descobrir l'hafni el 1923 a Copenhaguen, Dinamarca, validant la predicció del 1869 de Mendeléiev. Hi ha hagut controvèrsia sobre el descobriment de l'hafni i fins a quin punt Coster i Hevesy anaven guiats per la predicció de Bohr que l'hafni seria un metall de transició i no un element de terres rares. Mentre que el titani i el zirconi, com a elements relativament abundants, es van descobrir a finals del segle xviii, l'hafni no es va identificar fins al 1923. Això es va deure parcialment a la relativa escassetat d'hafni. La similaritat química entre el zirconi i l'hafni en dificultaven la separació i, sense saber què buscar, l'hafni es va deixar sense descobrir, tot i que totes les mostres de zirconi, i tots els seus compostos, utilitzats per químics durant més de dos segles contenien força quantitat d'hafni.

### Rutherfordi
El rutherfordi es va detectar per primera vegada el 1966 a l'Institut Central d'Investigacions Nuclears a Dubna (llavors a la Unió Soviètica). Els investigadors d'allà varen bombardejar 242Pu amb ions accelerats de 22Ne i van separar els productes de la reacció per termocromatografia per gradient després de la conversió a clorurs per la interacció amb ZrCl₄.
242
94Pu + 22
10Ne → 264−x
104Rf → 264−x
104RfCl₄

## Ocurrència a la natura

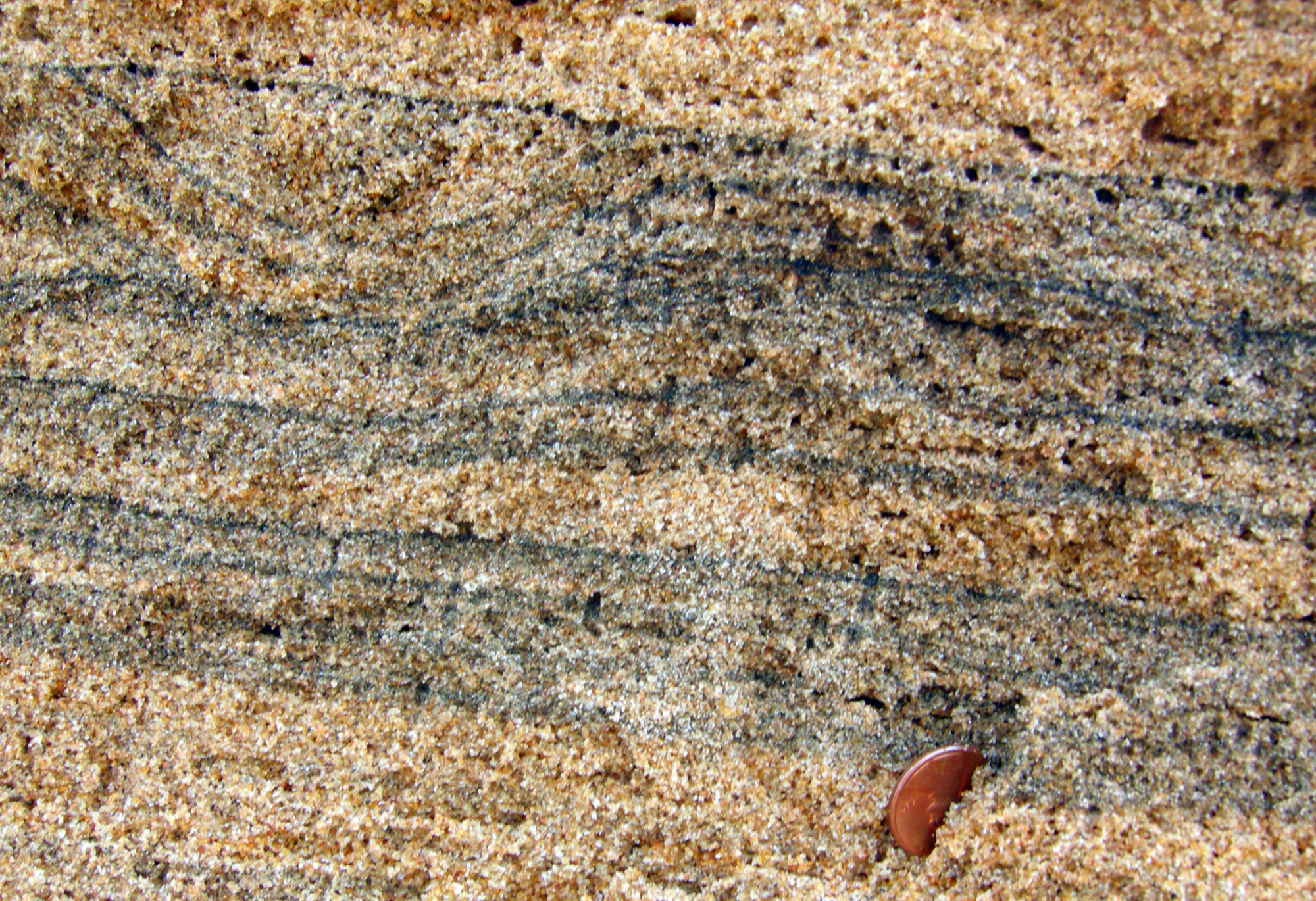
Minerals pesants (foscos) en una platja de Chennai, Índia.

Si l'abundància d'elements a l'escorça de la Terra es compara entre el titani, el zirconi i l'hafni, l'abundància decreix a mesura que incrementa la massa atòmica. El titani és el setè metall més abundant a l'escorça terrestre i té una abundància de 6320 ppm, mentre que el zirconi té una abundància de 162 ppm i l'hafni tan sols té una abundància de 3 ppm.
Tots els tres elements estables es troben en jaciments de sorres de metalls pesants, que són dipòsits de placers formats, típicament en platges, per concentració a causa de la densitat relativa de les partícules de minerals de metalls d'erosió de roca màfica i ultramàfica. Els minerals de titani són majoritàriament anatasa i rútil, i el zirconi es troba en el mineral zircó. A causa de la similaritat química, fins a un 5% del zirconi en el zircó està reemplaçat per hafni.

### Ocurrència a la biologia
Els elements del grup 4 no estan involucrats en la bioquímica de cap ésser viu. Són metalls durs i refractoris amb una solubilitat en aigua baixa i amb poca disponibilitat dins la biosfera. El titani és un dels pocs elements de la primera fila dels metalls de transició del bloc d sense cap paper biològic. La radioactivitat del rutherfordi el fa tòxic per viure en cèl·lules vivents.

## Característiques

### Químiques
Com en els altres grups, els membres d'aquesta família presenten patrons en la configuració d'electrons, especialment dels de valència, que comporta tendències en el seu comportament químic:
| Z   | Element     | Nº d'electrons per capa |
| --- | ----------- | ----------------------- |
| 22  | titani      | 2, 8, 10, 2             |
| 40  | zirconi     | 2, 8, 18, 10, 2         |
| 72  | hafni       | 2, 8, 18, 32, 10, 2     |
| 104 | rutherfordi | 2, 8, 18, 32, 32, 10, 2 |

La major part de les propietats químiques s'han observat només en els tres primers membres del grup. No s'han establert gaire bé les propietats químiques del ruthefordi i, per tant, la resta de la secció parlarà només del titani, el zirconi i l'hafni. Tots els elements del grup són metalls reactius amb un punt de fusió alt (1668 °C, 1855 °C, 2233 °C, 2100 °C?). La reactivitat no és sempre òbvia a causa de la ràpida formació d'una capa d'òxid estable, que evita més reaccions. Els òxids TiO₂, ZrO₂ i HfO₂ són sòlids blancs amb punts de fusió alts i no reaccionen amb la major part d'àcids.
Com a metalls de transició tetravalents, tots tres elements formen diversos composts inorgànics, generalment amb el nombre d'oxidació +4. Pels tres primers metalls, s'ha demostrat que són resistents als àlcalis concentrats, però reaccionen amb els halògens per formar tetrahalurs. A temperatures més altes, tots tres metalls reaccionen amb l'oxigen, el nitrogen, el carboni, el bor, el sofre i el silici. A causa de la contracció lantànida dels elements del cinquè període, el zirconi i l'hafni tenen radis iònics gairebé idèntics. El radi iònic de Zr4+ és de 79 picòmetres i el del Hf4+ és de 78 pm.
Aquesta similaritat resulta en un comportament químic gairebé idèntic i a la formació de compostos químics similars. Les propietats químiques de l'hafni són tan similars a les del zirconi que no es va poder fer una separació en reaccions químiques, només difereixen les propietats químiques dels compostos. Els punts de fusió i ebullició dels compostos i la solubilitat en dissolvents són les principals diferències entre aquests elements bessons. El titani és considerablement diferent dels altres dos per culpa dels efectes de la contracció lantànida.

### Físiques
La taula de sota és un resum de les propietats físiques principals dels elements del grup 4. Els quatre valors que tenen un signe d'interrogació han estat extrapolats.
| Nom              | Titani           | Zirconi          | Hafni            | Rutherfordi       |
| ---------------- | ---------------- | ---------------- | ---------------- | ----------------- |
| Punt de fusió    | 1941 K (1668 °C) | 2130 K (1857 °C) | 2506 K (2233 °C) | 2400 K (2100 °C)? |
| Punt d'ebullició | 3560 K (3287 °C) | 4682 K (4409 °C) | 4876 K (4603 °C) | 5800 K (5500 °C)? |
| Densitat         | 4.507 g·cm−3     | 6.511 g·cm−3     | 13.31 g·cm−3     | 23.2 g·cm−3?      |
| Aparença         | plata metàl·lica | blanc plata      | plata grisa      | ?                 |
| Radi atòmic      | 140 pm           | 155 pm           | 155 pm           | 150 pm?           |

## Obtenció
Els productors més grans d'elements del grup 4 són Austràlia, Sud-àfrica i el Canadà. El titani es troba principalment en el rútil i en la ilemenita. El zirconi és un producte de l'extracció minera del titani, com també del processament dels dos minerals mencionats anteriorment. Com que l'hafni sovint es troba barrejat amb solucions sòlides amb el zirconi, es produeix també hafni.
La producció d'aquests metalls és difícil per la seva reactivitat, ja que sol interessar evitar-ne la formació d'òxids, nitrats i carburs. Això generalment s'aconsegueix amb el procés Kroll. Els òxids (MO₂) reaccionen amb carbó i clor per formar els clorurs (MCl₄). Els clorurs dels metalls llavors reaccionen amb magnesi, produint clorur de magnesi i els metalls.
Es pot fer més purificació amb una reacció de transport químic desenvolupada per Anton Eduard van Arkel i Jan Hendrik de Boer. En un atuell tancat, el metall reacciona amb iode a temperatures majors de 500 °C, formant iodur del metall (IV); a un filament de tungstè de gairebé 2000 °C ocorre la reacció inversa i el iode i el metall s'alliberen. El metall forma un revestiment sòlid del filament de tungstè i el iode pot reaccionar amb un metall addicional, que resulta en una pèrdua constant.
M + 2 I₂ (baixa temperatura) → MI₄
MI₄ (alta temperatura) → M + 2 I₂

## Aplicacions
El metall titani i els seus aliatges tenen una gran varietat d'aplicacions gràcies a la seva resistència a la corrosió, estabilitat de calor i poca densitat, entre les quals hi ha el blindatge de vehicles, fer avions i naus espacials, vaixells i mísils. El titani és biocompatibie, és a dir, no és tòxic i l'accepta el cos humà, pel qual es fa servir sovint per fer fer pròtesis que poden arribar a durar més de 20 anys. També es fa servir per fer imatges per ressonància magnètica, ja que no és ferromagnètic.
El principal ús d'hafni i zirconi ha estat en reactors nuclears. El zirconi té un quocient de captura neutrònica per secció transversal molt baixa, per això (majoritàriament com a zircaloy) s'utilitza a les beines que folren el combustible nuclear als reactors. L'hafni s'utilitza com a vara de control pels reactors nuclears per la seva capacitat per a absorbir diversos neutrons. S'utilitzen quantitats menors d'hafni i de zirconi en superaliatges per millorar les propietats d'aquests aliatges.
L'hafni s'utilitza en microprocessadors, on millora considerablement el rendiment a escala tant petita. El zirconi, d'altra banda, té també usos en la biomedicina, i es fa servir per a certs implants i reconstruccions. Atreu la urea, pel que s'ha emprat per tractar pacients amb insuficiència renal crònica.
Actualment, el rutherfordi no té cap aplicació a part de la recerca en laboratoris.

## Toxicologia
El titani no és tòxic, fins i tot en grans dosis, i no té cap funció dins del cos humà. La pols de zirconi pot produir irritació, però només fa falta atenció mèdica si entra en contacte amb els ulls. L'OSHA recomana una mitjana màxima de temps d'exposició al zirconi de 5 mg/m³ i un límit d'exposició a curt termini de 10 mg/m³. Hi ha poca informació sobre la toxicologia de l'hafni.